# フィル・ラーダー
フィリップ・ジョン・ラーダーMBE（Philip John Larder、1945年3月20日- ）は、イングランドのラグビーリーグおよびラグビーユニオンコーチであり、どちらのコードでの選手としてプレーした。
ラグビーリーグのイングランド代表とイギリス代表のコーチを務め、ラグビーユニオンではイングランド代表とブリティッシュ・アンド・アイリッシュ・ライオンズの守備コーチであった。両方のコードにおいてワールドカップ決勝でオーストラリアた対戦した。1995年ラグビーリーグ・ワールドカップ決勝では敗れ、ユニオンのラグビーワールドカップ2003決勝では勝利した。
体育教師とラグビーフットボールリーグのナショナルコーチングディレクターを務めた経験を持つラーダーは、プロラグビーユニオンにおける最初の守備コーチの一人であり、ラグビーリーグの専門知識をラグビーユニオンの守備面に適用した先駆者と考えられている。ラーダーがリーグからユニオンに持ち込んだスキルの1つにドリフトディフェンスがある。